# Рюштедт
Рюштедт (нем. Rühstädt) — община в Германии, в земле Бранденбург.
Входит в состав района Пригниц. Подчиняется управлению Бад Вильснак/Вайзен. Население составляет 565 человек (на 31 декабря 2010 года). Занимает площадь 28,80 км².
Коммуна подразделяется на 4 сельских округа.
| Год  | Население |
| ---- | --------- |
| 2005 | 595       |
| 2010 | 558       |

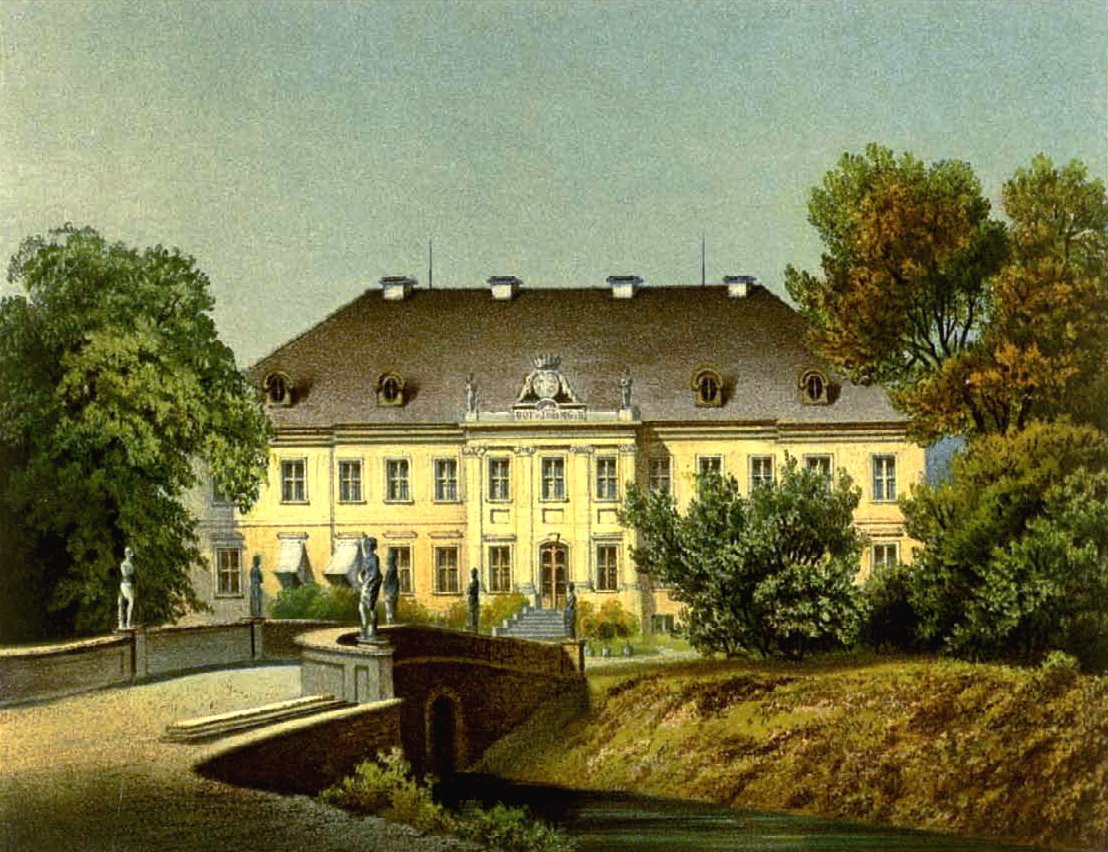
Замок Рюштедт в  1860 году
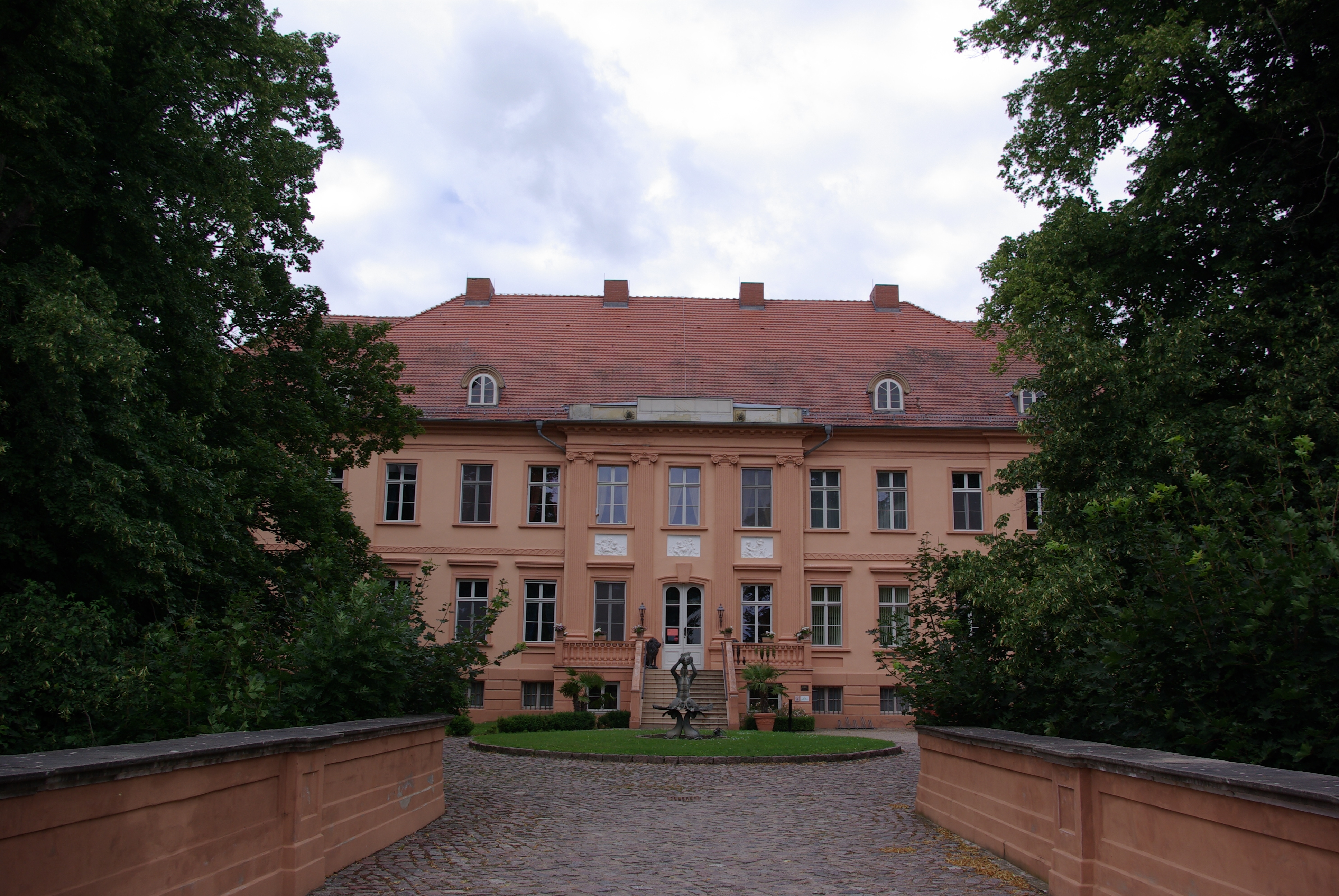
Замок Рюштедт, 2011
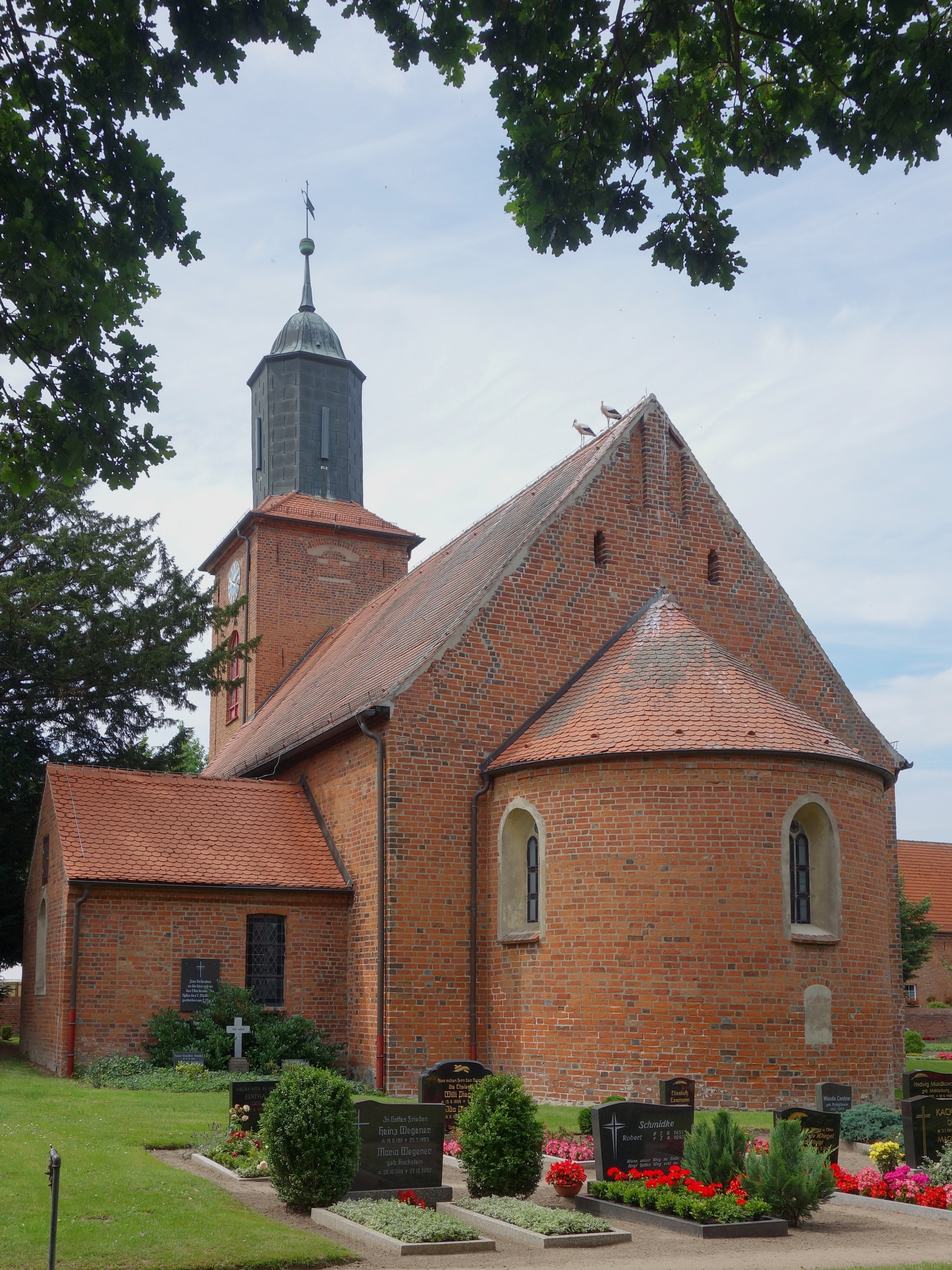
Кирха
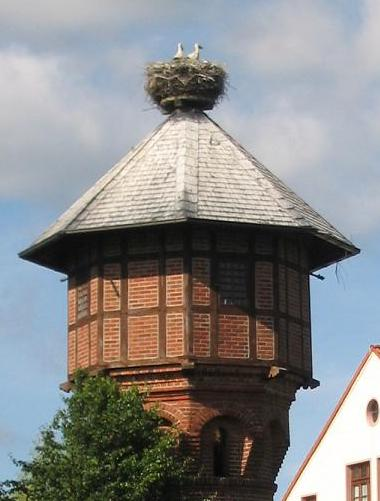
Рюштедт